# ヘルマン2世 (シュヴァーベン大公)
ヘルマン2世（Hermann II., 生年未詳 - 1003年5月4日）は、シュヴァーベン大公（在位：997年 - 1003年）。コンラート1世の子。母親はマルヒタール伯アダルベルトの娘ユーディト、またはシュヴァーベン大公リウドルフの娘リヒリントとされる。

## 生涯
父コンラート1世の後を継いで997年シュヴァーベン大公となった。1002年神聖ローマ皇帝オットー3世が独身のまま亡くなると、ローマ王候補の一人として名のりをあげた（母がシュヴァーベン大公リウドルフの娘であるなら、オットー大帝の曾孫にあたる）。オットー3世の葬儀の時点では多くの王国有力者の支持をうけ優勢であったが、結局バイエルン大公ハインリヒ4世がマインツ大司教ヴィリギスの主導によりハインリヒ2世として即位するに至った。ハインリヒ2世は諸国を巡回して諸侯から即位の承認を得たのち、シュヴァーベンに行軍し、ヘルマン2世にも王として承認させた。ハインリヒ2世はさらに、ヘルマン2世が前帝オットー3世の了解のもと大公領の首都として造営にあたっていたストラスブールを再び司教座教会に返還させ、大公直轄もしくは大公の家臣が管轄していた領地も国王に忠実な伯にゆだねるなど、シュヴァーベンにおける大公の権力の縮小をはかった。

## 子女
ブルグント王コンラートの娘ゲルベルガと結婚した。
1. マティルデ（988頃 - 1031/2年） - 1.ケルンテン公コンラート1世と結婚。2.上ロートリンゲン公フリードリヒ2世と結婚。3.バレンシュテット伯エジコ（アスカーニエン家）と結婚。
2. ギーゼラ（989/990年 - 1043年） - 1.ブラウンシュヴァイク伯ブルノ1世（ブルノン家）と結婚。2.シュヴァーベン大公エルンスト1世と結婚。3.神聖ローマ皇帝コンラート2世と結婚。
3. ベルトルト（992年 - 993年）
4. ヘルマン3世（994/5年 - 1012年） - シュヴァーベン大公

この他、ケルンテン公アダルベロと結婚したベアトリクスもヘルマン2世の娘といわれる。